# آنتونی لوپز پرالتا
آنتونی لوپز پرالتا (انگلیسی: Antony Lopez Peralta؛ زادهٔ ۱۸ اوت ۱۹۸۱) بازیکن فوتبال اهل فرانسه است.
از باشگاه‌هایی که در آن بازی کرده‌است می‌توان به باشگاه فوتبال کن و باشگاه ورزشی آمیان اشاره کرد.